# Prisión Central de Saturrarán
La Prisión Central de Saturrarán fue una prisión de mujeres en la España franquista desde 1938 hasta 1944 situada en un antiguo balneario construido en la playa de Saturrarán en Motrico, Guipúzcoa, País Vasco (España). En ella las condenadas por un consejo de guerra debían cumplir sus penas. Se calcula que pasaron  entre 3000 y 4000 mujeres, llegando a picos de casi 1600 presas.

## Historia
A finales del siglo XIX, en la playa de Saturrarán se construyó una zona de hoteles y balnearios de lujo. En 1921 los edificios se cedieron a la diócesis de Vitoria, que los convirtió en un seminario de verano. Durante la guerra civil tropas de la Segunda República ocuparon el lugar como cuartel y después fue base de los requetés navarros, que lo usaron hasta la primavera de 1937.
Ante la caída del frente del Norte el aumento de reclusos y reclusas fue tan grande que se hizo necesario habilitar nuevas prisiones por lo que el 29 de diciembre de 1937 una Orden mandó crear una prisión de mujeres en el antiguo balneario. Fue inaugurada el 3 de enero de 1938. No había mobiliario, los techos estaban hundidos y los cristales rotos. Las primeras reclusas llegaron ya desde el mismo día de la inauguración, así dio testimonio Brígida Saldías Carrera que estuvo un mes en la celda de cuarentena. Después la cuarentena no fue posible para las reclusas que llegaban nuevas por la falta de espacio. A medida que los consejos de guerra se instruían, a la prisión iban acudiendo mujeres republicanas juzgadas por delitos relativos a la rebelión militar: auxilio, excitación y adhesión entre otros, aunque estos fueron los más comunes. Hay una relación entre el número de años de condena y el tipo de delito: 30 y 20 años por delito de adhesión a la rebelión militar; 12 años por auxilio a la rebelión; 10 y 9 años por inducción a la rebelión; y 6 años por excitación a la rebelión militar. Todas las reclusas habían pasado ya por un consejo de guerra, con penas entre 3 y 30 años.
Las religiosas, retiradas de sus funciones en las instituciones penitenciarias por orden de la directora general de Prisiones, Victoria Kent, durante la Segunda República, volvieron a ellas tras una Orden del 30 de agosto de 1938. En 1940 había en España 342 monjas repartidas por 40 prisiones. 25 de ellas, de la Orden Mercedaria, eran las encargadas de la prisión.
Las reclusas fueron instaladas según su situación. Las madres con sus hijos e hijas estaban en la Fonda Astigarraga, las enfermas en el edificio llamado Villa Capricho, las ancianas ocupaban un pabellón y el resto se distribuía por las instalaciones del antiguo Grand Hotel de Saturraran. Esto provocaba que la comunicación entre las presas fuera muy difícil.
Según el censo de población del Ayuntamiento de Motrico en 1940 vivían 1666 personas: 25 monjas, 53 efectivos militares, un capellán, cuatro personas entre el director, su familia y los oficiales de guardia y 1583 presas. Provenían de toda España y de otros países y con variadas ocupaciones predominando Sus Labores.
En 1940 hubo una epidemia de tifus porque se contaminaron las aguas del depósito que abastecía la prisión. Así desde el 26 de junio de 1940 al 8 de septiembre de 1940 murieron 36 niños y niñas y 4 mujeres. La mortalidad infantil fue muy grande. Los niños no podían permanecer con sus madres después de cumplir los tres años por lo que algunos niños, al cumplir tres años, fueron acogidos por familias de Motrico.
Las condiciones eran muy duras, con numerosos castigos en los que predominaba la incomunicación en las celdas de castigo ubicadas en el sótano de un pabellón que se inundaban con las mareas. Además el hambre era una constante. Otra manera de castigar era el traslado frecuente a otras cárceles para impulsar el desarraigo y evitar la unión entre las reclusas.
En la primavera de 1944, con la ayuda de la Cruz Roja trasladaron a las reclusas a otras prisiones y cerraron el penal. Después, volvieron los seminaristas hasta que en 1968 se cerró definitivamente y se abandonaron los edificios.
En total fallecieron en la prisión 117 mujeres y 57 niños.Entre ellas, en los comienzos de la prisión figura Bienvenida Agirrezabala Esnaola, que murió el 28 de agosto de 1938 por tifus.

## Memoria histórica

Monumento a las personas presas en la cárcel de Saturrarán.

- Tomasa Cuevas recogió los testimonios de presas en las cárceles franquistas en su libro  Testimonios de mujeres en las cárceles franquistas. Varias de ellas hicieron referencia a su paso por Saturrarán, entre ellas Rosario Sánchez Mora.[6] Otras presas fueron las maestras Urania Mella,[7] Elpidia Polo Ovejas[8] y Josefa García Segret,[9] la matrona Ángeles Mateos Díaz,[10] las socialistas Argentina Rubiera[11] y Ángeles Flórez Peón,[12] la comunista Nieves Torres[13] y la anarquista María Bruguera Pérez.[14]
- En 2010 María González y Eduardo Barinaga publicaron No lloréis, lo que tenéis que hacer es no olvidarnos, en el que se relatan testimonios de las supervivientes de Saturraran.[4]
- Ese mismo año Mikel Rueda rodó la película Izarren Argia (Estrellas que alcanzar) basada en los testimonios de reclusas de la prisión.[4]
- También ese año Josu Martínez y Txaber Larreategi realizaron el documental Prohibido recordar.[15]